# Syllitus deustus
Syllitus deustus là một loài bọ cánh cứng trong họ Cerambycidae.